# Distretto di Doi Lo
Doi Lo (in thai ดอยหล่อ) è un distretto (amphoe) situato nella provincia di Chiang Mai, in Thailandia.

## Storia
Il distretto minore (king amphoe) fu fondato il 1º aprile 1995, a seguito della divisione di 4 tambon dal distretto di Chom Thong. Fu promosso a distretto il 24 agosto 2007.

## Geografia
I distretti confinanti sono il Chom Thong, Mae Wang, San Pa Tong, Pa Sang e Wiang Nong Long.

## Amministrazione
Il distretto Doi Lo è diviso in 4 sotto-distretti (tambon), che sono a loro volta divisi in 54 villaggi (muban).
| n° | Nome                 | Villaggi | Abitanti |
| -- | -------------------- | -------- | -------- |
| 1  | Doi Lo (ดอยหล่อ)      | 26       | 12.809   |
| 2  | Song Khwae (สองแคว)  | 8        | 5.560    |
| 3  | Yang Khram (ยางคราม) | 11       | 5.182    |
| 4  | Santi Suk (สันติสุข)    | 9        | 4.072    |